# NGC 7318A

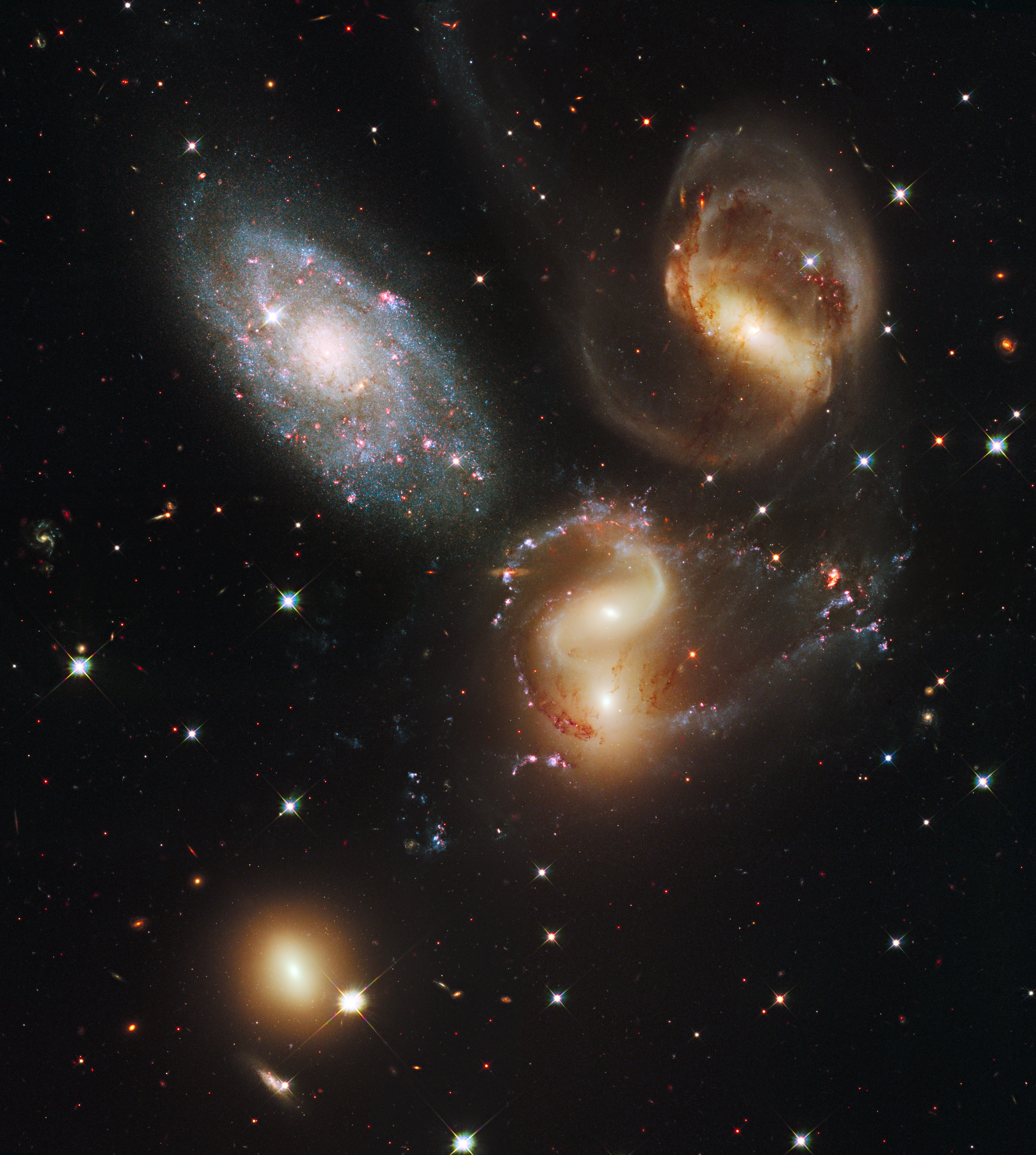
صورة خماسية ستيفان لقطها تلسكوب هابل الفضائي. في أسفل الصورة ترى إن جي سي 7317 ، وإلى يمينها في وسط الصورة إن جي سي 7318 أ، وإلى اعلى إن جي سي 7318 ب. وفي أعلى الصورة إن جي سي 7319 (يمين) و إن جي سي 7320 (يسار).

إن جي سي 7318 أ في علم الفلك (بالإنجليزية: NGC 7318A ) هي مجرة حلزونية ترى في اتجاه كوكبة الفرس الأعظم (بيجاسوس). وهي تبعد عن الأرض نحو 300 مليون سنة ضوئية .
وطبقا للفهرس العام الجديد فإن المجرة إن جي سي 7318 أ  تنتمي إلى مجموعة مجرات خماسية ستيفان . توجد بالقرب منها أحد تلك المجرات التي سميت إن جي سي 7318 ب.
أكتشفت المجرة NGC 7318 في يوم 23 سبتمبر 1876 ، وكان مكتشفها الفعالم الفلكي الفرنسي «إدوارد ستيفان».

## وصلات خارجية
- Stephan’s Quintet – a mammoth cosmic collision ESA